# Де Голль, Анри
Анри де Голль (фр. Henri de Gaulle) — французский педагог и католический воспитатель, отец Шарля де Голля, будущего президента Франции и военного деятеля.

## Биография
Родился 22 ноября 1848 года в Париже. Его отец — Жюльен-Филипп де Голль, французский историк. Он учился в Лицее Карла Великого и в Коллеже иезуитов в Париже, был допущен к занятиям в Высшей политехнической школе, но предпочел начать трудовую деятельность.
Умер 3 мая 1932 в Сент-Адрес. Похоронен на кладбище Сент-Адрес.

## Педагогическая деятельность
Анри де Голль был известен своим патриотичным подходом к обучению, акцентируя внимание на моральных и этических ценностях. Он преподавал историю и географию, что свидетельствовало о его широком кругозоре и интересе к гуманитарным наукам.

## Политические убеждения
Анри де Голль не был активно вовлечен в политику, однако его взгляды и убеждения важны для понимания его роли как отца и воспитателя Шарля де Голля. Он жил в период значительных политических изменений во Франции, включая создание Третьей республики и различные политические кризисы, что, безусловно, воздействовало на его мировосприятие и воспитательные подходы.

### Республиканские идеи
Анри де Голль был приверженцем республиканских ценностей, включая идеи демократии, свободы и равенства. В условиях политической нестабильности во Франции, вызванной войнами и социальными конфликтами, он поддерживал принципы республиканизма как основу для построения справедливого общества. Его убеждения о важности гражданских прав и ответственности граждан были важными для формирования взглядов Шарля, который позже стал сторонником республиканских и демократических ценностей.

### Социальные и моральные ценности
Анри также придавал значение моральным ценностям и религии. Будучи верующим католиком, он считал, что моральные принципы должны действовать как основа для личной ответственности и гражданской добродетели. Он прививал своим детям, включая Шарля, чувство долга перед обществом и родиной, что впоследствии отразилось на общественной и политической деятельности Шарля де Голля.

### Патриотизм
Патриотизм был одним из основных аспектов его политических взглядов. Анри де Голль считал, что каждый гражданин обязан служить своей стране и активно участвовать в общественной жизни. Этому принципу он пытался научить своих детей, что стало важным для Шарля де Голля, особенно во время его службы в армии и в качестве лидера во время Второй мировой войны.

### Умеренность и консерватизм
Хотя Анри де Голль поддерживал республиканские ценности, он также был скептически настроен к крайним политическим течениям, как левым, так и правым. Его взгляды можно охарактеризовать как умеренные и консервативные, что отражало традиционные ценности французского общества. Эта умеренность могла быть связана с его опытом, когда многие из его современников поддерживали радикальные решения во время политических кризисов.

## Военная служба[1]
Анри де Голль начал свою военную карьеру в французской армии, как многие молодые люди своего времени. Он служил в качестве офицера пехоты и принимал участие в Франко-прусской войне (1870-1871), которая закончилась поражением Франции и ее унижением. В этом конфликте его опыт, возможно, был формативным для его взгляда на патриотизм и необходимость сильной армии, что позже передалось его сыну. В 1914 году, хотя ему было 66 лет, он все же появился в директории французской армии, и по его просьбе был мобилизован и назначен в транспортное управление укрепленного лагеря в Париже.

## Семья[1]

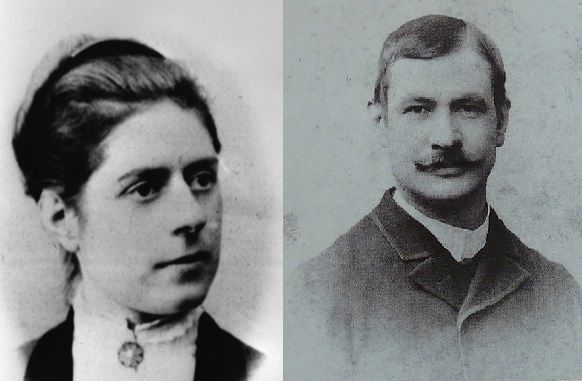
Анри и Жанна, 1890 год

В 1886 году Анри де Голль женился на одной из своих кузин — Жанне Майо. Она родилась в Лилле 28 апреля 1860 года в семье текстильного фабриканта. Предки Жанны со стороны матери — шотландцы и ирландцы — переселились во Францию в начале XVIII века. Жанна, так же как и ее муж, была ревностной католичкой. Она стала верной и заботливой женой и замечательной матерью пятерых детей. В 1887 году у де Голлей родился первенец — Ксавье, в 1889 году — дочь Мари-Аньес, в 1890-м — второй сын — Шарль, в 1893-м — Жак и в 1897 году — младший сын Пьер.
Семья де Голль также была известна своим значительным влиянием на регион, в котором они жили. Анри и его жена, Жанна, воспитали пятерых детей, включая Шарля, который стал одним из самых известных военных и государственных деятелей XX века.

### Влияние на Шарля де Голля[2]
Политические взгляды Анри де Голля сыграли важную роль в формировании убеждений Шарля де Голля. Патриотизм, уважение к традициям и моральные ценности стали основой для его действий и решений в будущем. Шарль де Голль, будучи президентом, часто обращался к идеям, которые были заложены в него с детства, включая важность единства нации и ответственность граждан за свою страну. Таким образом, хотя Анри де Голль не был известной политической фигурой, его воспитательные принципы и взгляды оказали значительное влияние на его сына и на историю Франции в целом.